# Бъкай
Бъкай (на английски: Buckeye) е град в окръг Марикопа, щата Аризона, САЩ. Бъкай е с население от 50 143 жители (2008) и обща площ от 377,5 km². Намира се на 265 m надморска височина. ZIP кодът му е 85326 и 85396, а телефонният му код е 623, 928.